# Veit Stoss

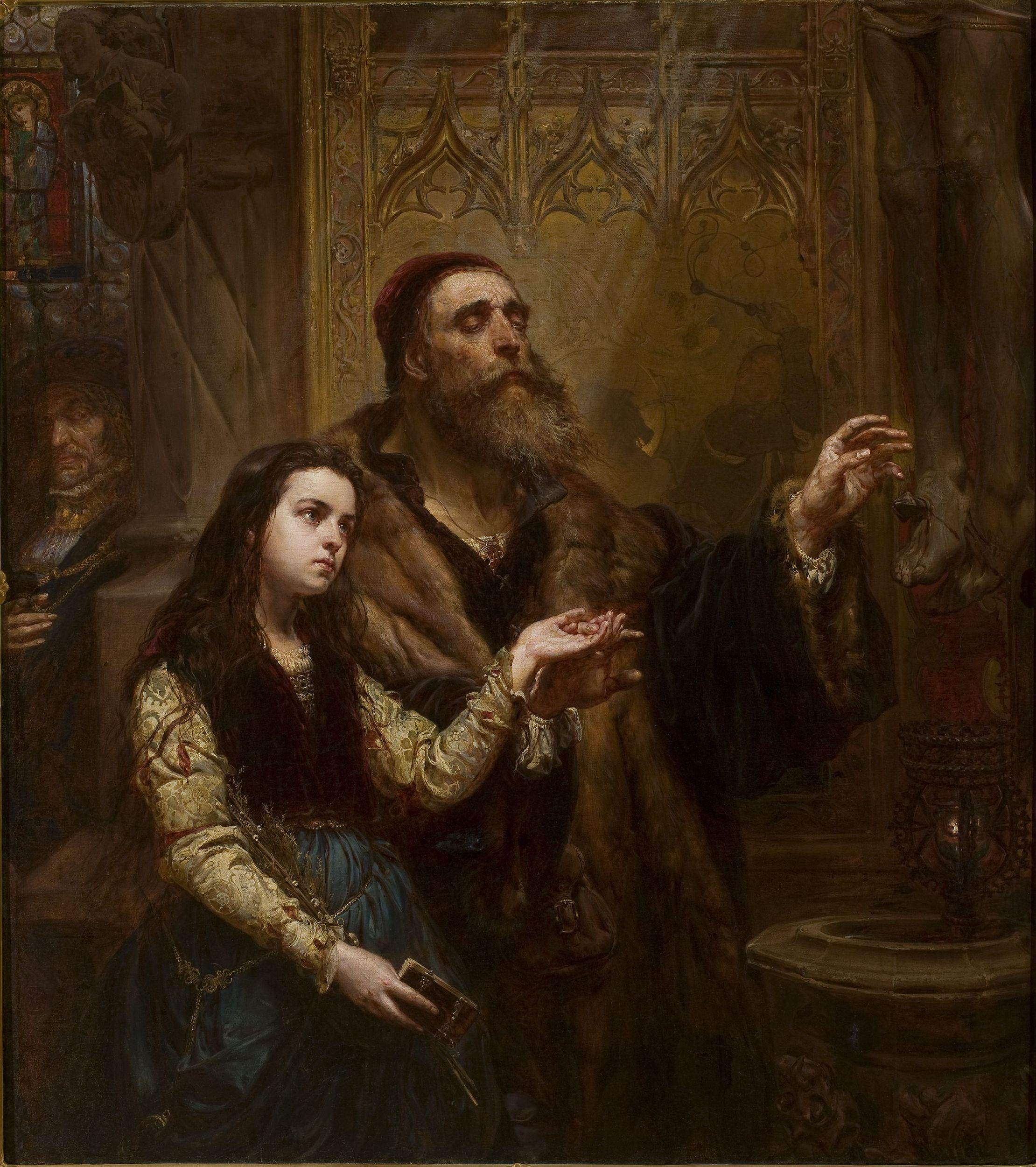
Veit Stoss pintat per Jan Matejko

Veit Stoss (o Stoß, en polonès: Wit Stwosz) (Horb am Neckar (Àustria Anterior), 1448 - Nuremberg, 20 de setembre de 1533) era un escultor alemany considerat el més important de la seva època en el territori del sud d'Alemanya i Cracòvia, al regne de Polònia.
El 1474 ja va fer un aprenantatge amb l'orfebre Woitken a Cracòvia. Després va estar-se un temps a Nuremberg abans d'establir el 1477 un taller a Cracòvia. El 1496 torna Nuremberg. Hi van desenvolupar «l'estil cracovià», una variant del gòtic bàltic.
Amb Adam Kraft i Peter Vischer, és considerat el representant més important de l'escultura gòtica tardana a Alemanya. Era un obrer ràpid, de gran habilitat tècnica, que en la seva joventut transmetia un naturalisme extrem. Potser corresponia a un tret del seu propi caràcter doncs als documents d'aquell temps es parla d'ell com a "ciutadà inquiet, insilenciós". Els seus treballs posteriors, tanmateix, mostren una profunditat indubtable de sentiment. A més, la qüestió pel que fa al nombre de les seves produccions no és encara satisfactòriament resolta; l'última investigació el considera el creador de gran part de les obres del cèlebre Vischer.
En la seva activa etapa a Cracòvia el 1477, en el seu primer treball, construeix el Retaula de Santa Maria, un altar de fusta policromada magnífic a la Basílica de Santa Maria. En el centre, gairebé de mida natural, la Mare de Déu que mor als braços d'un apòstol. Un altre altar seu en aquesta església descriu sis escenes de la vida de Sant Estanislau. Les qualitats excepcionals d'aquest treball, especialment l'animació del retrat i l'eficaç composició, fan que la comissió li encarregui la tomba del rei Casimir IV Jagelló a la catedral de Wawel, també a Cracòvia, que realitza en marbre vermell.
Per raons desconegudes Stoss retornava a Nuremberg, on acomplia una gran quantitat d'obres; tanmateix, només algun dels treballs que se li atribueixen són autèntics, car antigament gairebé cada peça important d'aquell temps al sud d'Alemanya se li atribuïa. Potser la seva millor feina és la Salutació de l'Àngel a l'Església de Sant Llorenç a Nuremberg (1518): l'arcàngel, una figura finament concebuda, i Maria, estan envoltats per una corona enorme de roses amb els set goigs de Maria. Altres produccions excel·lents però menys celebrades són la taula commemorativa de Konrad Imhoff, ara al Museu nacional a Múnic, i Jesucrist portant la Creu i l'Enterrament de Crist a l'Església de la Nostra Senyora a Nuremberg.
D'altres treballs importants són l'altar de la catedral de Bamberg, a Schwabach i altres escultures a Nuremberg.

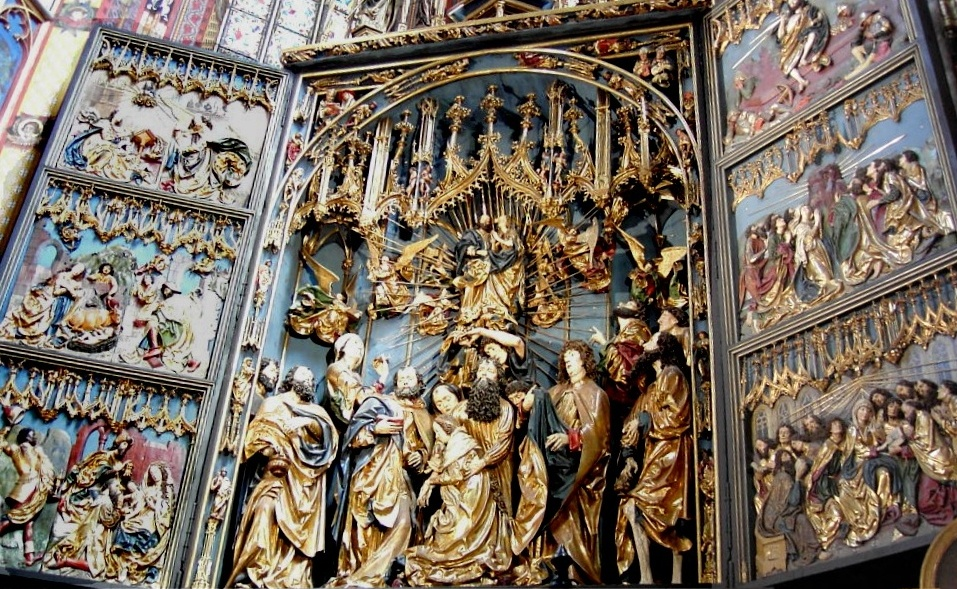
Retaula de Santa Maria a la Basílica de Santa Maria de Cracòvia
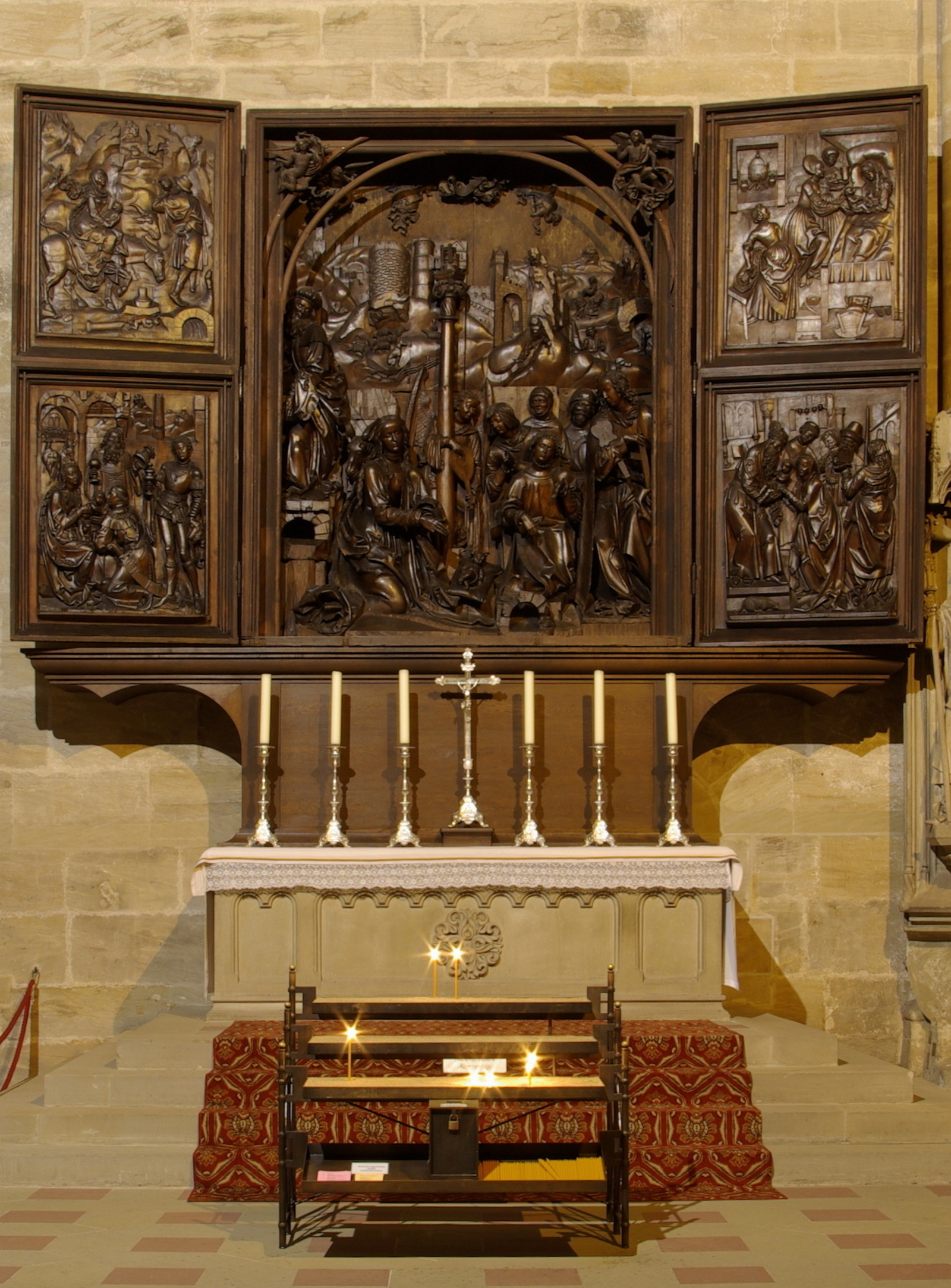
Retaule a la catedral de Bamberg